# کارین سندل
کارین سندل (عبری: קארין סנדל‎؛ زادهٔ ۲۶ اکتبر ۱۹۸۸) بازیکن فوتبال اهل اسرائیل است.
از باشگاه‌هایی که در آن بازی کرده‌است می‌توان به باشگاه فوتبال فیلکیر اشاره کرد.
وی همچنین در تیم ملی فوتبال زنان اسرائیل بازی کرده‌است.